# Rays Engineering
Rays Engineering Co., Ltd. (株式会社レイズエンジニアリング, Kabushiki-gaisha Reizu Enjiniaringu) est une marque japonaise de jantes en alliage d'aluminium ou de magnésium pour les voitures de sport, le tuning, et la compétition automobile.

## Histoire

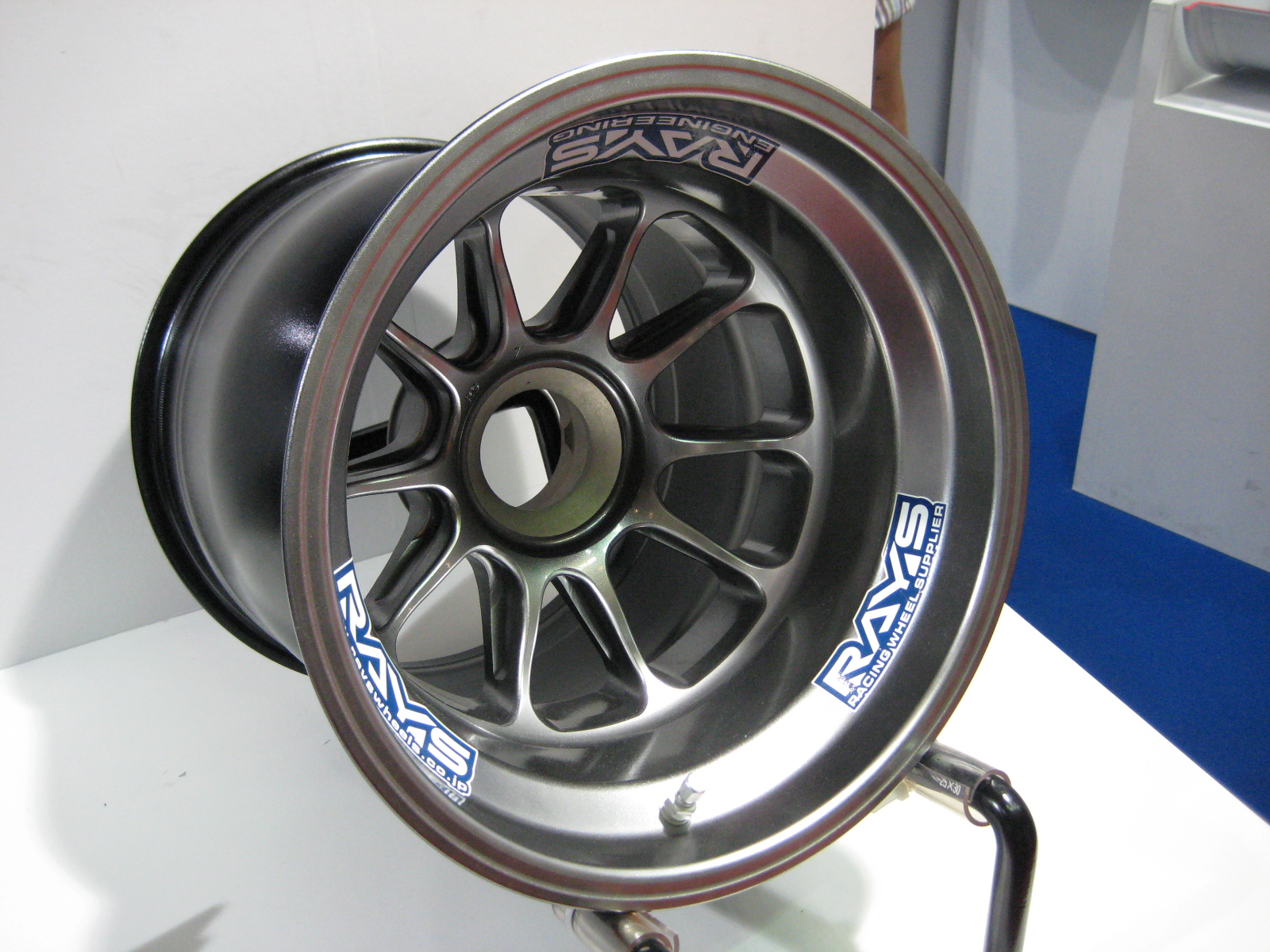
Une jante Rays de F1 (Williams)

Au Japon, Rays Engineering équipe les voitures de course des marques japonaises Honda, Nissan, Toyota, et Mazda en Super GT, et participe à des championnats de monoplaces comme la Formula Nippon. Ailleurs, elle équipe, entre autres, l'écurie BMW en ALMS aux États-Unis, Chevrolet et BMW en Championnat britannique des voitures de tourisme (BTCC), etc. Elle fournit les jantes en alliage de magnésium de l'équipe Williams en Formule 1 depuis la saison 2007.
Rays Engineering participe aussi au tuning en collaboration de Nismo, RALLIART, STi, Mazdaspeed, Toyota Racing Development (TRD). Les jantes de la marque sont également présentes au cinéma dans Fast and Furious.

## Marques
- Volk Racing (jantes)
- Gram Lights (jantes)
- RO_JA (jantes)
- Versus
- G-Games
- Vesta
- Sebring